# قائمة الدول حسب إنتاج النحاس

الإنتاج العالمي من النحاس عام 2012.

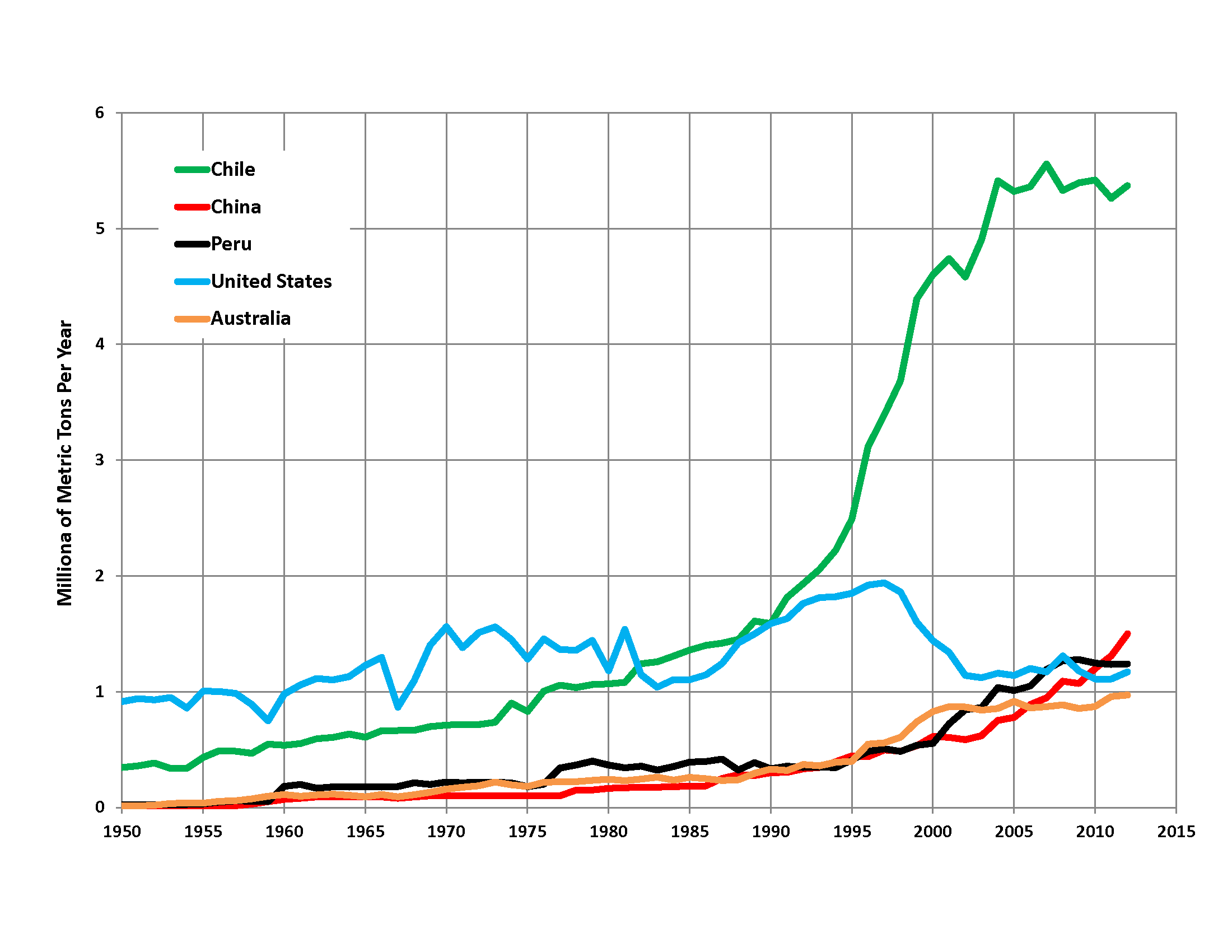
توجّهات الإنتاج في أكبر خمس دول منتجة للنحاس

هذه قائمة الدول المنتجة لمعدن النحاس حسب إنتاجها لعام 2014.
غالباً ما يتم تصدير مركزات النحاس إلى الدول الأخرى ليتم صهرها، ويمكن أن يختلف إنتاج النحاس المصهور اختلافاً كبيراً عن إنتاج المناجم. طالع قائمة الدول حسب إنتاج النحاس المصهور.
| الرتبة | الدولة\المنطقة              | إنتاج النحاس (آلاف الأطنان) 2014 |
| ------ | --------------------------- | -------------------------------- |
|        | العالم                      | 18,500                           |
| 1      | تشيلي                       | 5,750                            |
| 2      | الصين                       | 1,760                            |
| 3      | بيرو                        | 1,380                            |
| 4      | الولايات المتحدة            | 1,360                            |
| 5      | جمهورية الكونغو الديمقراطية | 1,030                            |
| 6      | أستراليا                    | 970                              |
| 7      | روسيا                       | 742                              |
| 8      | زامبيا                      | 708                              |
| 9      | كندا                        | 696                              |
| 10     | المكسيك                     | 515                              |
|        | دول أخرى                    | 3,600                            |

على سبيل المقارنة، تحوي القائمة التالية أرقام الإنتاج منذ قرن مضى.
| الرتبة | الدولة\المنطقة    | إنتاج النحاس (آلاف الأطنان) عام 1907 |
| ------ | ----------------- | ------------------------------------ |
|        | العالم            | 723                                  |
| 1      | الولايات المتحدة  | 399                                  |
| 2      | المكسيك           | 61                                   |
| 3      | إسبانيا والبرتغال | 50                                   |
| 4      | اليابان           | 50                                   |
| 5      | أسترالاسيا        | 42                                   |
| 6      | تشيلي             | 27                                   |
| 7      | ألمانيا           | 21                                   |
| 8      | روسيا             | 15                                   |